# Pierre de Cuignières
Pierre de Cuignières ou Pierre de Cugnière ou Cugnières ou Cugnères, né vers 1297 et mort en 1345, était un légiste. Il a été membre du Conseil du roi, avocat du roi au parlement de Paris, président du parlement de Paris en 1343. En 1344, il devint président de la Chambre des comptes et grand conseiller du roi Philippe VI.

## Biographie
Il descendait d'une famille originaire de Cuignières et qui s'établit ensuite à Le Plessis-Pacy.
En novembre 1311, il a signé un acte d'acquisition par échange de la partie de la terre de Saintines en possession du chapitre de la cathédrale de Beauvais avec son frère Guillaume et un cousin, Jean de Cuignières, dans lequel il est désigné comme professeur ès lois.
Étant le cadet de la famille, son père l'avait destiné à l'état ecclésiastique. Alors qu'il était archidiacre de Notre-Dame de Paris, son frère Guillaume décéda et il hérita de ses biens, de la terre de Saintines et du titre de chevalier. Il abandonna alors son archidiaconé et rentra dans le cercle des juristes du conseil du roi proches de Guillaume de Crépy-Nanteuil, chancelier de France entre 1293 et 1296.
Il épousa Jeanne de Néry, dame de Crépy, petite-fille Guillaume de Nanteuil-le-Haudouin, frère de Renaud, évêque de Beauvais. Par son père, Jeanne de Néry descendait des comtes de Vexin alliés à Charlemagne par Hildegarde. Dans un titre de janvier 1323, elle est citée comme épouse de Pierre de Cuignières. Ce dernier est cité comme homme noble et Monseigneur.
À cette date, il est déjà membre du Conseil du roi. Dans une lettre qui lui est adressée en juin 1315, signée par Louis, comte de Flandre et de Nevers, il est qualifié de chevalier et de Conseiller du roi. Il a été au service des rois Philippe V, Charles IV puis Philippe VI.
En 1329, il est avocat du roi au parlement de Paris où il a succédé à Jean Pastoureau qui semble avoir été le premier nommé à cette fonction en 1301 par Philippe le Bel. Il va alors au cours de l'Assemblée de Vincennes de 1329 plaider pour les droits du roi contre les ecclésiastiques. Cette assemblée n'avait qu'un rôle consultatif et avait pour but de donner un avis au roi Philippe VI de Valois concernant le fonctionnement des justices temporelles et ecclésiastiques. Les officiers se plaignaient alors des empiètements de la justice ecclésiastique sur les droits du roi.
Il reproche le 15 décembre aux cours ecclésiastiques :
- les anticipations du clergé sur la puissance séculière,
- les abus de la puissance ecclésiastique,
- la multiplication des censures.

Il demanda que la justice ecclésiastique n'intervienne plus dans les affaires séculières et argua que le pouvoir temporel était abusif dans l'Église.
Pour justifier ces critiques, il posa devant l'assemblée la thèse de imprescriptibilité et de l'inaltérabilité des droits attachés à la couronne de France : le roi ne peut aliéner ces droits qui ne sont pas sa propriété personnelle mais celle de la couronne. Il tira de cette thèse que la juridiction spirituelle ne peut connaître des affaires temporelles. Les droits de l'Église furent défendus le 22 décembre par Pierre Roger, évêque d'Arras puis archevêque de Sens avant d'être pape sous le nom de Clément VI, et Pierre Bertrand, évêque d'Autun. L'attaque des légistes et des barons contre les empiètements de l'Église n'aura pas de conséquence immédiate mais ses effets se feront progressivement sentir.
En 1343 il préside le parlement de Paris devant lequel il prête serment le 28 février 1343. En 1344, il est reçu président de la chambre des comptes.